# Yumi
Yumi (弓, ゆみ, arc, en japonès) és l'arc japonès (això inclou l'arc llarg, Daikyu i l'arc curt, Hankyu) usat en la pràctica de Kyudo (弓道, el tir amb arc japonès).

## Descripció
El yumi és excepcionalment alt (rondant els més de dos metres), sobrepassant l'altura de l'arquer (kyudoka 弓道家). Fets tradicionalment de bambú, fusta i cuir, usant tècniques que no s'han canviat durant segles, encara que alguns arquers (normalment principiants) poden usar yumi sintètics. El yumi és asimètric; les pales superiors i inferiors són diferents i l'empunyadura està situada aproximadament a un terç de la distància de la punta inferior. Es creu que la forma asimètrica va ser dissenyada per a l'ús sobre cavall, on el yumi podria ser mogut d'un costat a un altre amb facilitat.
La corda (tsuru) d'un yumi és tradicionalment feta de cànem, encara que els arquers més moderns fan servir cordes fetes de materials sintètics com el Kevlar, que resisteixen més temps (al voltant de mil tirs). Les cordes en general no són substituïdes fins que es trenquen; això causa que el yumi es doblegui en la direcció oposada a la manera que està estructurat, i és considerat beneficiós per a la integritat del yumi. El punt de suport per a la sageta, és millorat a través de l'ús del cànem i la pega protegint la corda i proporcionant un gruix que ajudi a mantenir l'osca de la sageta en el lloc mentre es dispara.

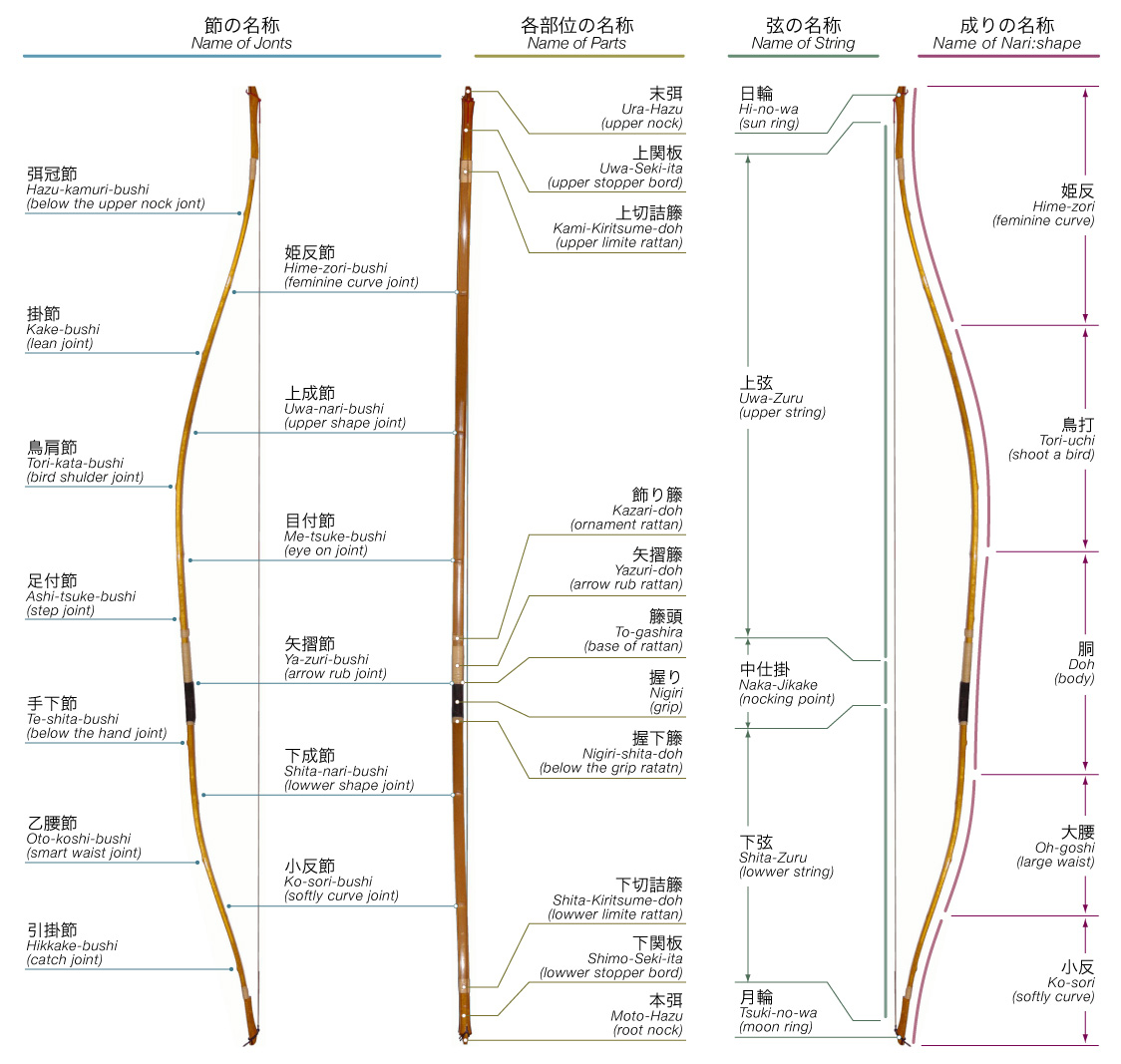
Parts del Yumi.

Els severs arquers de kyudo tracten al yumi amb profund respecte, com a peces de gran poder i com a professors, ensenyen a l'alumne la dita de què el yumi, sosté dintre d'ell, la part de l'esperit de la persona que ho va fer. Un estudiant kyudo mai el trepitjarà mentre estigui sobre el sòl (és considerat irrespectuós), i per descomptat tractaran al yumi com desitjarien ser tractats ells mateixos (per exemple mantenint-los lluny de la calor excessiva o fred, protegits de l'excés d'humitat o sequedat i serà sostingut alçat). També és considerat irreverent tocar el yumi d'una altra persona sense el seu permís; el yumishi (fabricant de yumi) Kanjuro Shibata diu que és com tocar al cònjuge d'altra parella.